# Escudo de Riotuerto (Cantabria)
El escudo de Riotuerto es uno de los símbolos del municipio español de Riotuerto en Cantabria, junto a su bandera. Dicho escudo queda organizado de la manera siguiente: escudo partido: 1º de azul, una puerta sin hojas, de plata; 2º de gules, una rueda de molino de oro sobre ondas; entado en punta de plata, dos cañones cruzados en aspa acompañados en punta de una pila de ocho balas, todo de sable. Se timbra con la corona real de España.
El escudo fue adoptado en sesión plenaria ordinaria celebrada por el Ayuntamiento el día 27 de septiembre de 2007 siendo autorizado por el Consejo de Gobierno de Cantabria el día 7 de mayo de 2009, previo informe favorable emitido por la Real Academia de la Historia el día 25 de febrero de 2009.